# Empresa de Ônibus Guarulhos
Empresa de Ônibus Guarulhos S.A. ou simplesmente Guarulhos, ou ainda EOG, foi uma empresa de ônibus da cidade de Guarulhos no estado de São Paulo que operava linhas municipais e intermunicipais.
Fundada por José Nascimento dos Santos, Orlando Nascimento dos Santos, Nelson Nascimento dos Santos, Renato Nascimento dos Santos, Rubens Nascimento dos Santos e Fioravante Iervolino em 1946. Quando a empresa foi criada, tinha apenas 9 ônibus, porém com o crescimento da cidade a frota foi aumentado tempos depois, em 1960 a empresa passou a ser de propriedade do empresario Paschoal Thomeu.
A primeira sede e garagem da empresa ficavam na avenida Guarulhos, 313 próximo ao centro da cidade, esta garagem funcionou até 1992.
No final da década de 60 e inicio da década de 70 a Empresa de Ônibus Guarulhos travou uma briga com a Empresa de Ônibus Vila Galvão, o problema era que as duas empresas eram as únicas que operavam na época todas as linhas municipais da cidade e também maioria das linhas intermunicipais de Guarulhos outras cidades e por isso nenhuma das duas empresas podia ultrapassar o território da outra, a Vila Galvão por exemplo tinha linhas intermunicipais para várias regiões da Zona Norte e por isso a E.O. Guarulhos não poderia atuar nessa região, enquanto a E.O. Guarulhos tinha várias linhas para a Zona Leste e Centro de São Paulo e por isso a E.O. Vila Galvão não poderia explorar linhas nessas regiões, o conflito só foi encerrado quando novas empresas passaram a atuar no sistema de transporte de Guarulhos e assim aumentando a concorrência entre as companhias de ônibus.

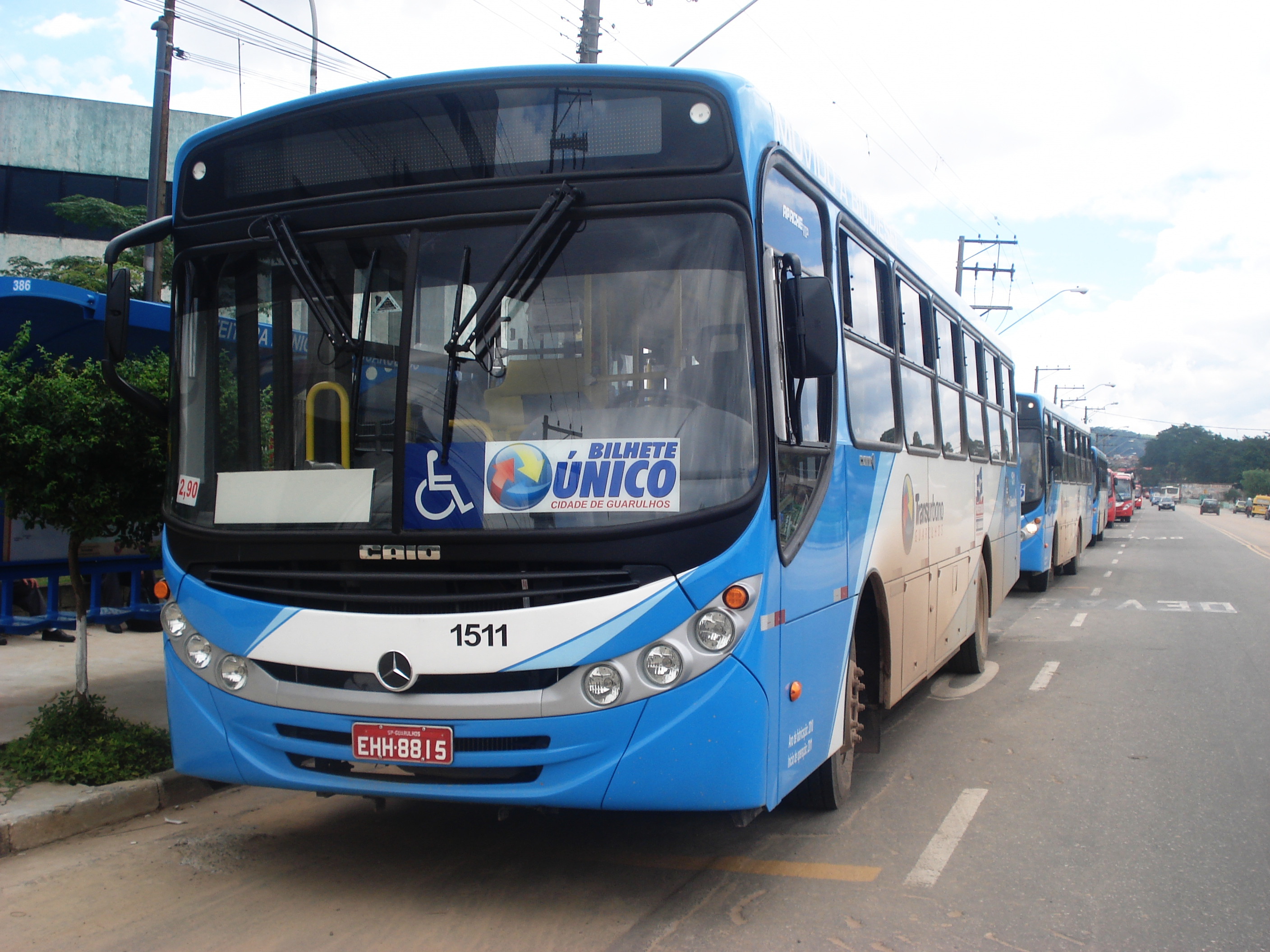
Ônibus da Empresa de Ônibus Guarulhos em 2011.

Em agosto de 1973 a empresa renovou a sua frota com a compra de 80 novos ônibus da marca Mercedes Benz.
Em fevereiro de 1991 a empresa é vendida ao Grupo Guanabara do empresário Jacob Barata,e em dezembro de 1992 foi inaugurada a nova garagem da empresa de mais de 33.000 metros quadrados no bairro do Taboão e em 1997 a E.O. Guarulhos assume varias linhas municipais na região do distrito do São João e com isso abre uma nova garagem no bairro do Lavras e em 2000 possuía cerca de 600 ônibus e 2.000 empregados. Em 2001 por sugestão da EMTU várias linhas da empresa são transferidas para uma nova empresa, a Guarulhos Transportes e pertencente E.O. Guarulhos.
Em 1997 a Empresa de Ônibus Guarulhos foi eleita a melhor empresa de ônibus do Brasil 
Com a nova licitação dos transportes de Guarulhos em 2010, a cidade foi divida em 3 áreas e cada uma com uma empresa e a E.O. Guarulhos S/A passou a atuar na área 1, fazendo linhas nos bairros do Cocaia, Vila Galvão, Cabuçu, Haroldo Veloso, Bela Vista, Ponte Grande, Itapegica e entre muitos outros, de 2010 a 2020 as três companhias que fazem o transporte municipal de Guarulhos teriam que repassar a prefeitura da cidade cerca de 2,1 bilhões de reais, sendo que a Empresa de Ônibus Guarulhos seria responsável por 723,3 milhões de reais desse montante.
Em setembro de 2013 a empresa adquiriu 25 novos ônibus modelo CAIO Apache Vip III todos com acesso para deficientes físicos e possuem 13,20 metros de comprimento.